# Медаль и премия Резерфорда
Медаль и премия Резерфорда (англ. Rutherford Medal and Prize) — международная награда в области ядерной физики и ядерных технологий,  присуждаемая Институтом Физики раз в два года.
К бронзовой медали прилагается денежная премия в размере 1000 фунтов стерлингов, а также сертификат. Лауреат может быть приглашён дать лекцию в Институте Физики. Среди награждённых семь лауреатов Нобелевской премии.

## Лауреаты
| Год  | Лауреат | Обоснование награды |
| ---- | --- | --- |
| 2024 | Элисон Брюс | "За основополагающий вклад в понимание форм и динамических симметрий в атомных ядрах и вдохновляющее лидерство в международных исследованиях в области физики ядерной структуры." |
| 2023 | Дэвид Дженкинс | "За выдающийся вклад в экспериментальную ядерную физику." |
| 2022 | Киран Томас Флэнаган | "За новаторский вклад в лазерную спектроскопию экзотических ядер, в частности, в использование резонансной ионизации и ее применение для повышения чувствительности к одиночным атомам в масс-спектрометрии и анализе следов металлов для контроля окружающей среды."                                                            |
| 2021 | Майкл Бентли | "За выдающийся вклад в понимание фундаментальных симметрий в атомных ядрах и их связь с взаимодействием между нуклонами." |
| 2019 | Филип Уокер | "За достижения в понимании метастабильных ядерных состояний: их происхождения, свойств и применений." |
| 2016 | Джон Симпсон | "За его выдающееся лидерство в разработке новых детекторных технологий и систем экспериментального исследования ядерной физики в Великобритании и Европе, и за его существенный вклад в наше понимание структуры атомных ядер, особенно в выявлении новых свойств ядер на границах углового момента, деформации и стабильности." |
| 2014 | Пол Нолан | "За его выдающийся вклад в ядерную структуру в экстремальных условиях углового момента и его ведущую роль в развитии сегментированной технологии германиевых детекторов." |
| 2012 | Питер Батлер | "За его выдающийся вклад в области экспериментальной ядерной физики и его динамичный вклад в будущее направление исследований." |
| 2010 | Мартин Фриэр | "За открытие существования ядерных конфигураций, аналогичных молекулам, и демонстрацию существования кластеризации в ключевых легких ядрах, в одной из давних проблем в этой области." |
| 2008 | Алан Копстейк (Alan Copestake), Стивен Уалли (Stephen Walley), Джон Стюарт Килти (John Stewart Kiltie), Крис Вестон (Chris Weston) и Брайан Гриффин (Brian Griffin) | "За разработку долгоживущей активной зоны ядерного реактора для подводных лодок Великобритании." |
| 2006 | Кен Пич | "За его вклад в физику высоких энергий в качестве руководителя ключевых экспериментов ЦЕРН в области нарушений CP-инвариантности, а также в качестве руководителя направления физики частиц в лаборатории Резерфорда — Эплтона, где он играл ключевую роль в развитии ускорителей частиц."                                       |
| 2004 | Дэвид Л. Уорк (David L. Wark) | — |
| 2002 | Питер Джон Дорнан, Дэвид Плэйн (David Plane) и Вилбер Венус (Wilber Venus)                                                                                          | — |
| 2000 | Уильям Роберт Филлипс (William R. Phillips) | — |
| 1998 | Энтони Майкл Хилас (Anthony Michael Hillas) | — |
| 1996 | Дэвид Вернон Багг (David Vernon Bugg) | — |
| 1994 | Джеймс Филлип Элиотт | — |
| 1992 | Эрвин Габатулер и Терри Слоан (Terry Sloan) | — |
| 1990 | Роджер Джулиан Ноэль Филлипс (Roger Julian Noel Phillips) | — |
| 1988 | Джон Доуэл и Питер Калмус | — |
| 1986 | Алан Эсбюри | — |
| 1984 | Питер Хиггс и Томас Киббл | — |
| 1982 | Дэвид Морис Бринк | — |
| 1980 | Пол Галиард Мёрфи (Paul Gayleard Murphy) и Джон Джеймс Трешер (John James Thresher)                                                                                 | — |
| 1978 | Пол Тонтон Мэтьюз | — |
| 1976 | Джоан Майя Фриман и Роджер Джон Блин-Стойл | — |
| 1974 | Альберт Эдвард Литерлэнд | — |
| 1973 | Джейм Макдональд Кассельс (James MacDonald Cassels) | — |
| 1972 | Оге Бор | — |
| 1970 | Самуэль Девонс | — |
| 1968 | Бриан Флауэрс | — |
| 1966 | Петр Капица | — |
| 1964 | Питер Фоулер | — |
| 1962 | Дениз Вилкинсон | — |
| 1960 | Сесил Фрэнк Пауэлл | — |
| 1958 | Нильс Бор | — |
| 1956 | Филлип Ди | — |
| 1954 | Патрик Мейнард Стюарт Блэкетт | — |
| 1952 | Рудольф Эрнст Пайерлс | — |
| 1950 | Александр Смит Рассел (Alexander Smith Russell) | — |
| 1948 | Эрнест Марсден | — |
| 1946 | Марк Олифант | — |
| 1944 | Джон Кокрофт | — |
| 1942 | Гарольд Ропер Робинсон | — |